# Die Nacht (1961)
Die Nacht (Originaltitel: La notte) ist ein italienisch-französisches Filmdrama von Michelangelo Antonioni aus dem Jahr 1961.

## Handlung
Das Ehepaar Giovanni und Lidia Pontano lebt aneinander vorbei. Der Schriftsteller Giovanni ist mit der schönen Lidia seit zehn Jahren verheiratet, doch nichts scheint das attraktive Paar mehr zu verbinden. Gemeinsam besuchen sie im Krankenhaus ihren todkranken Freund Tommaso. Anschließend gehen sie getrennte Wege.
Giovanni muss zu einer Promotion-Party für sein neues Buch. Lidia spaziert in Mailand an Orten ihrer Vergangenheit. Danach treffen sie sich wieder zu Hause und gehen auf Lidias Wunsch in einen Nachtclub, wo ein schwarzes Artistenpaar zu Jazzmusik auftritt. Giovanni, der stets bemüht scheint, die Rolle des zugeneigten Ehemanns zu spielen, spürt die Signale von Lidia nicht.
Sodann beschließen sie, zu einer Party des reichen Industriellen Gherardini zu gehen. Dieser hat ein lukratives Angebot für Giovanni. Er möchte, dass der Schriftsteller ein Buch über ihn und die Geschichte seiner Firma schreibt. Giovanni und Lidia amüsieren sich oberflächlich auf der Party. Giovanni flirtet mit der hübschen Valentina Gherardini, der Tochter des Gastgebers. Giovanni bemerkt, wie weit er sich von Lidia entfernt hat. Später erhält Lidia die Nachricht, dass Tommaso im Krankenhaus gestorben ist. Die Nacht endet, und Lidia gesteht ihrem Mann, dass sie ihn nicht mehr liebe. Dennoch beginnt dieser, sie heftig zu küssen.

## Hintergrund
Die Nacht ist der zweite Teil einer Trilogie über das Leben moderner Paare im Europa in der Zeit nach dem Zweiten Weltkrieg. Der erste Film Die mit der Liebe spielen entstand 1960 und der dritte Teil Liebe 1962 im Jahr 1962.
Die Dreharbeiten von Die Nacht fanden in Mailand statt, wo am 24. Januar 1961 auch die Premiere gefeiert wurde. In Deutschland wurde der Film erstmals im Juni 1961 auf der Berlinale gezeigt.
Mit La Notte übte Antonioni großen Einfluss auf Regisseure wie Andrej Tarkowskij, Stanley Kubrick und Lars von Trier aus, die Antonioni als Vorbild bezeichnet und sich in ihren Filmen mehrfach auf La Notte bezogen haben.

## Kritiken
Für das Lexikon des internationalen Films war Die Nacht ein „brillant inszenierter Film“, der „auf höchstem künstlerischem Niveau“ eine der Miseren der modernen Welt ergründe: „die Vereinzelung des Menschen, seine Unfähigkeit zur Kommunikation“. Entstanden sei „[e]iner der einflußreichsten Filme des europäischen Nachkriegskinos, der – nicht zuletzt wegen seiner hervorragenden Darsteller – auch heute noch zu faszinieren vermag“.

## Auszeichnungen
Antonioni gewann mit diesem Film den Goldenen Bären auf der Berlinale 1961. Die beiden anderen Teile der Trilogie gewannen jeweils Preise bei den Internationalen Filmfestspielen von Cannes.
Die Filmbewertungsstelle Wiesbaden gab dem Film das Prädikat „Besonders Wertvoll“. In der Begründung des Gutachtens der FBW hieß es 1961: „Der Ausschuß ist sich bewußt, daß ihm hier ein Film zur Beurteilung übergeben worden ist, auf den der herkömmliche Kanon der Filmästhetik nicht mehr anwendbar ist. La Notte eröffnet bereits im Formalen Perspektiven, deren genaue Untersuchung von einem Ausschuß, dem nur begrenzte Zeit zur Verfügung steht, nicht geleistet werden kann. Der Bewertungsausschuß möchte die Vorläufigkeit seiner Feststellungen ausdrücklich betonen, die nichts anderes sein sollen als die gleichsam erste Reaktion auf ein filmisches Gebilde, für das ganz ohne Zweifel der Begriff ‚genial‘ verfügbar ist. Die Äußerungen des Bewertungsausschusses zu dem Film La Notte können nichts anderes sein als unvollkommene, fragmentarische Bemerkungen, die sich von irgendwelchen Interpretationskünsten fernhalten.“ Im Oktober 1961 war Die Nacht Film des Monats der Evangelischen Filmgilde.

## Synchronisation
Die deutsche Synchronfassung entstand 1961 bei der Ultra Film Synchron in Berlin. Die Synchronregie übernahm Hermann Gressieker, der auch das Dialogbuch verfasste.
| Rolle                | Darsteller           | Synchronsprecher       |
| -------------------- | -------------------- | ---------------------- |
| Dr. Giovanni Pontano | Marcello Mastroianni | Herbert Stass          |
| Lidia                | Jeanne Moreau        | Hannelore Schroth      |
| Tommaso Garani       | Bernhard Wicki       | Bernhard Wicki         |
| Gherardini           | Vincenzo Corbella    | Ernst Wilhelm Borchert |

## Soundtrack
Der Pianist Giorgio Gaslini, einer der führenden Vertreter des italienischen Jazz, war für den Soundtrack verantwortlich. Gaslinis Filmmusik wechselte vom grüblerischen „Blues All’alba“ zum sengenden Bebop in „Country Club“. Zu seinen Musikern gehörten Eraldo Volonte (Tenorsaxophon), Alceo Guatelli bzw. Berto Pisano (Bass), Ettore Ulivelli bzw. Sergio Conti (Schlagzeug).